# Byron G. Stout

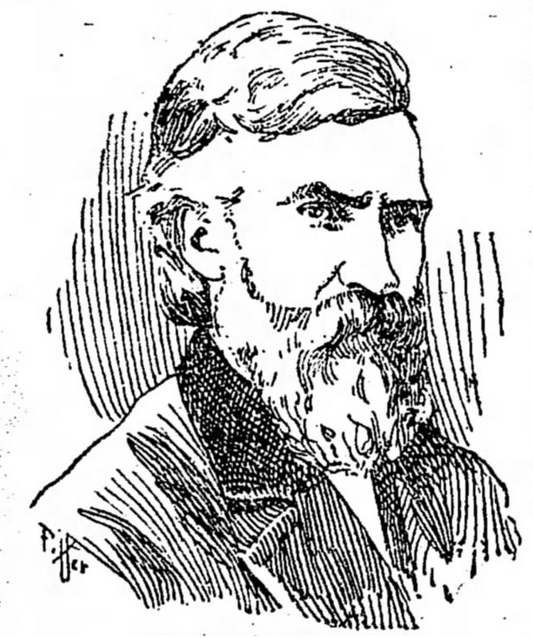
Byron G. Stout

Byron Gray Stout (* 12. Januar 1829 in Richmond, Ontario County, New York; † 19. Juni 1896 in Pontiac, Michigan) war ein US-amerikanischer Politiker. Zwischen 1891 und 1893 vertrat er den Bundesstaat Michigan im US-Repräsentantenhaus.

## Werdegang
Im Jahr 1831 kam Byron Stout mit seinen Eltern in das Michigan-Territorium, wo er die öffentlichen Schulen besuchte. Danach studierte er bis 1851 an der University of Michigan in Ann Arbor. Außerdem studierte er noch Jura. In den Jahren 1853 und 1854 war er Schulleiter und Lehrer an der Pontiac High School. Gleichzeitig begann er als Mitglied der Demokratischen Partei eine politische Laufbahn. In den Jahren 1855 und 1857 saß er als Abgeordneter im Repräsentantenhaus von Michigan, dessen Präsident er im Jahr 1857 als Nachfolger von Cyrus Lovell war. Im Jahr 1860 war Stout Mitglied und Präsident des Staatssenats. In den Jahren 1868, 1880 und 1888 war er Delegierter zu den jeweiligen Democratic National Conventions. Vor 1869 war Stout auch zeitweise im Bankgewerbe tätig.
Bei den Kongresswahlen des Jahres 1890 wurde er im sechsten Wahlbezirk von Michigan in das US-Repräsentantenhaus in Washington, D.C. gewählt, wo er am 4. März 1891 die Nachfolge von Mark S. Brewer antrat. Da er im Jahr 1892 auf eine weitere Kandidatur verzichtete, konnte er bis zum 3. März 1893 nur eine  Legislaturperiode im Kongress absolvieren. Nach seinem Ausscheiden aus dem Kongress zog sich Stout aus der Politik zurück. Zwischen 1893 und 1896 war er Präsident der Oakland County Bank. Er starb am 19. Juni 1896 in Pontiac, wo er auch beigesetzt wurde.